# Gheorghe Mihali
Gheorghe Mihali, född 9 december 1965, är en rumänsk före detta fotbollstränare och professionell fotbollsspelare som spelade som mittback för fotbollsklubbarna Olt Scornicești, Inter Sibiu, Dinamo București och Guingamp mellan 1984 och 2001. Mihali vann två ligamästerskap och två rumänska cuper med Dinamo București (1991-1992 och 1999-2000) och en UEFA Intertoto Cup med Guingamp (1996). Han spelade också 31 landslagsmatcher för det rumänska fotbollslandslaget mellan 1991 och 1996.
Efter den aktiva spelarkarriären har han varit tränare för CSM Focșani och Universitatea Cluj.